# Refidim

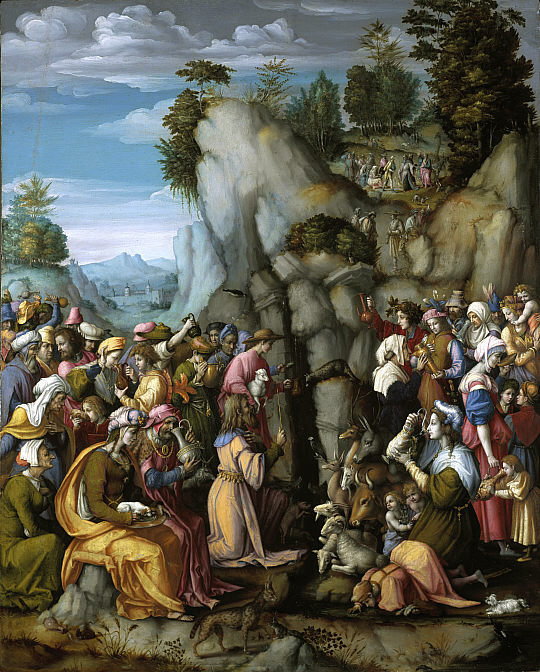
Francesco Bacchiacca, Mozes slaat water uit de rots

Refidim (Hebreeuws: רפידים') was een van de plaatsen waar volgens de Bijbel de Israëlieten tijdens hun tocht van Egypte naar het Beloofde Land halt hielden. Deze tocht werd beschreven in het Bijbelboek Exodus.

## Locatie
De locatie van Refidim is zoals de locatie van de meeste plaatsen uit het Exodus verhaal twijfelachtig. Sommigen situeren Refidim in de Wadi Feiran (Feiran vallei). In deze vallei zijn trouwens verscheidene ruïnes van kerken en verscheidene graven te vinden. De vallei werd al druk bezocht vanaf de vierde eeuw door monniken, heremieten pelgrims.

## Het verhaal
Na hun tocht door de Sin-woestijn komen de Israëlieten in Refidim. Ze vonden geen water en begonnen tegen Mozes te morren, hij was zelfs bang dat ze hem zouden stenigen (Exodus 17:4). God gaf dan aan Mozes de opdracht om met zijn staf op een rots te slaan om een bron te laten ontspringen. Mozes deed dit en er vloeide het water uit de rots.
In Numeri 20:2-13 wordt het verhaal enigszins anders verteld. Daar moet Mozes tot de rots spreken nadat hij eerst het volk heeft bijeengeroepen. Maar in plaats van tot de rots te spreken sloeg Mozes er twee keer op met zijn staf, wat de bron deed ontspringen. En omdat Mozes niet gehoorzaamd had aan God kreeg hij de boodschap dat hij het Beloofde Land niet zou bereiken.

## Amalekieten
Exodus vervolgt met het verhaal van de strijd tegen de Amalekieten (Exodus 17:8-14). Het was Jozua die de Israëlieten aanvoerde. Mozes volgde van op een heuvel de strijd en steunde de strijders door met geheven armen tot God te bidden. Als hij zijn armen liet zakken kwamen de Amalekieten aan de winnende hand, anders wonnen de Israëlieten. Uiteindelijk is hij gaan zitten en werden zijn armen gesteund door Aäron en Hur. Tegen het einde van de dag waren de Amalekieten verslagen.